# (14026) Esquerdo
(14026) Esquerdo est un astéroïde de la ceinture principale.

## Description
(14026) Esquerdo est un astéroïde de la ceinture principale. Il fut découvert le 28 septembre 1994 à Kitt Peak par le projet Spacewatch. Il présente une orbite caractérisée par un demi-grand axe de 2,36 UA, une excentricité de 0,16 et une inclinaison de 2,6° par rapport à l'écliptique.

## Compléments